# Live Earth

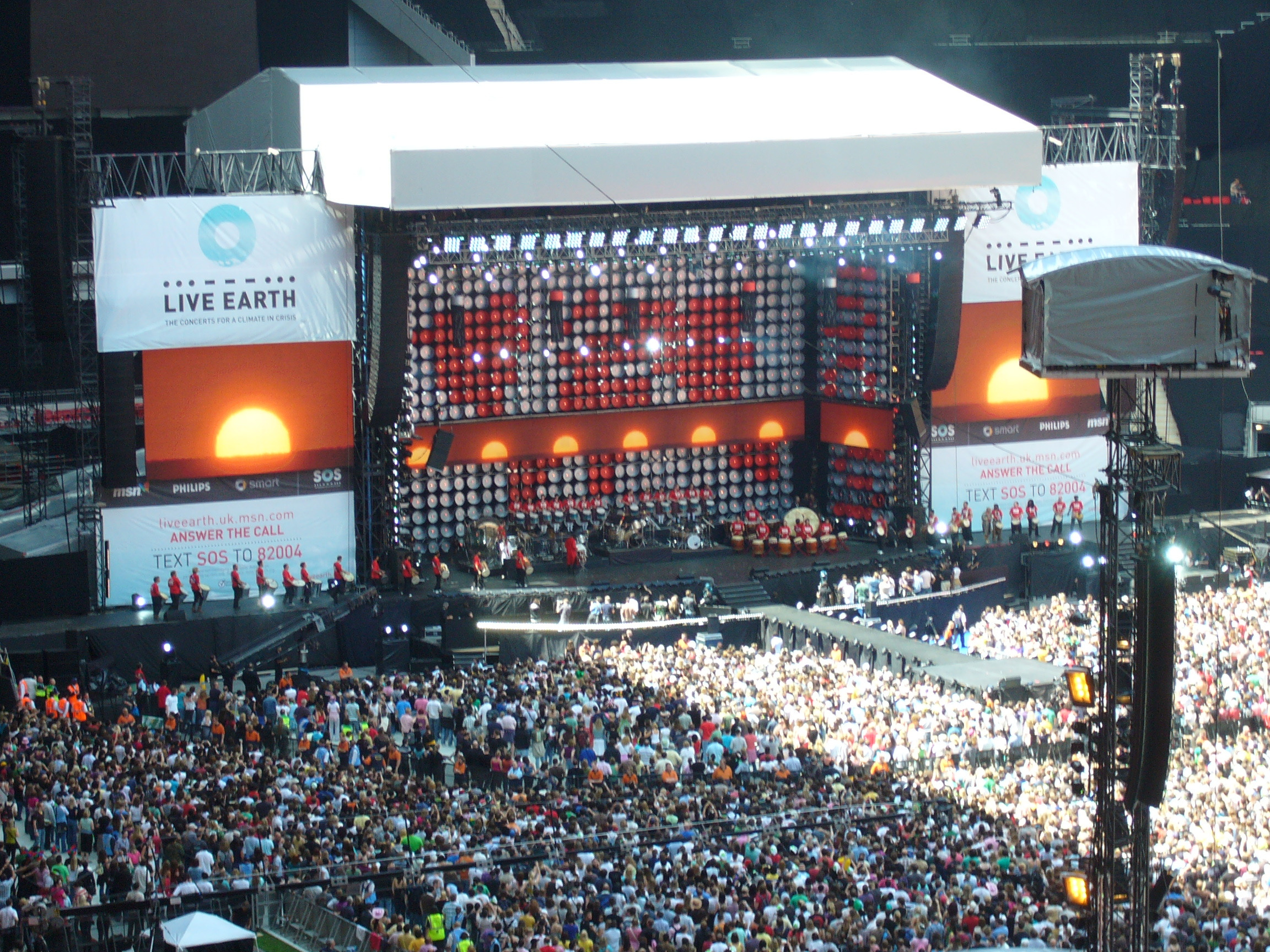
Live Earth, Wembley Stadium, London.

Live Earth var en serie pop- och rockkonserter som startade den 7 juli 2007. Syftet var att ge global uppvärmning ökad uppmärksamhet och lansera den globala rörelsen "Save Our Selves". 

## Om galan
Det arrangerades minst en konsert på varje kontinent, så även på Antarktis som saknar permanent befolkning. Meddelandet om evenemanget kom den 15 februari 2007 av USA:s tidigare vicepresident Al Gore och andra som är aktiva inom miljöfrågor. Live Earth var samma typ av arrangemang som Live Aid 1985 och Live 8 2005. I Sverige visades galan på SVT 2 utan uppehåll med start 10.00 lördagen den 7 juli och höll på fram till klockan 08:00 söndagen den 8 juli.
Torsdagen den 5 juli kom beskedet att galan i Rio De Janeiro Brasilien ställs in på grund av att säkerheten för publiken inte kunde garanteras. På galan skulle bl.a. Macy Gray, Lenny Kravitz och Pharrell Williams medverkat.
Galan genomfördes dock ändå efter att säkerheten kunde fastställas. 
Samma dag kom även beskedet att Paul McCartney övertalats av Al Gore att medverka.
Madonnas sång Hey You som skrevs till galan var också ledmotivet för galan.
Bob Geldof, som arrangerat de galor som inspirerade evenemanget, var även den kanske mest kända kritikern av det. Han uppmärksammade att galan saknade tydligt fokus för publiken men hoppades fortfarande att budskapet skulle nå ut.

## Artister och band på Live Earth

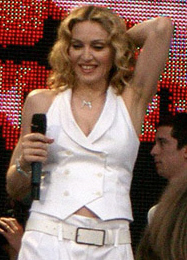
Madonna vid en Live 8-konsert 2005.

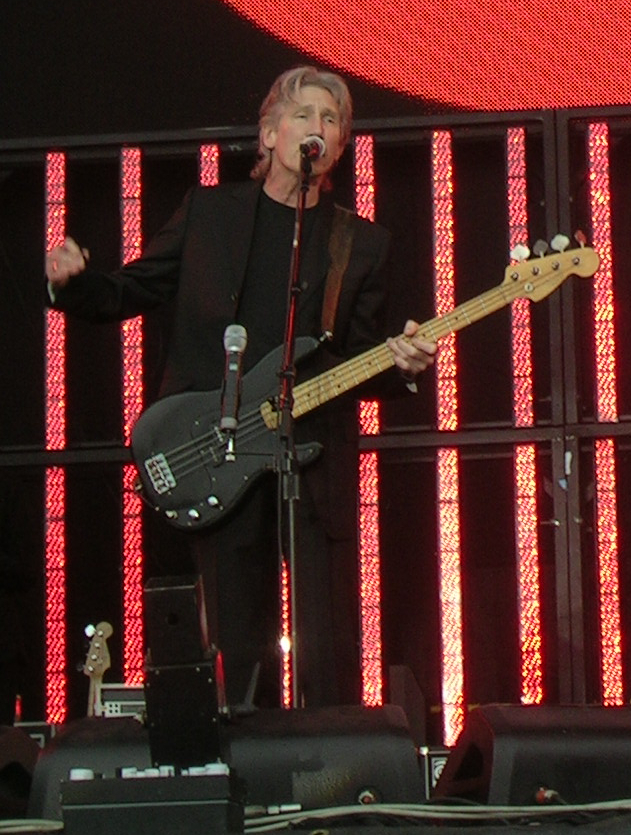
Roger Waters under "Dark Side of the Moon"-turnén i Norge den 26 juni 2006

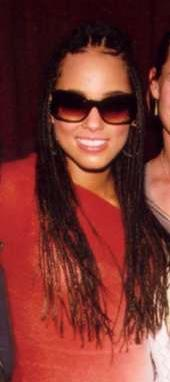
Alicia Keys

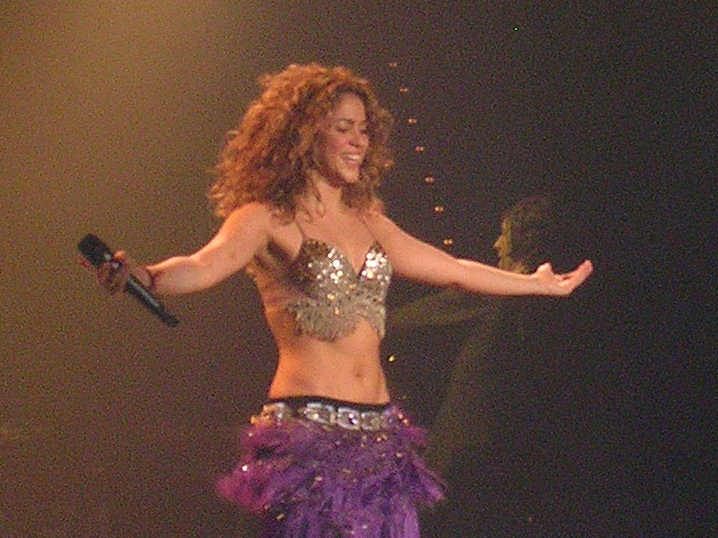
Shakira vid en konsert under Oral Fixation Tour 2006

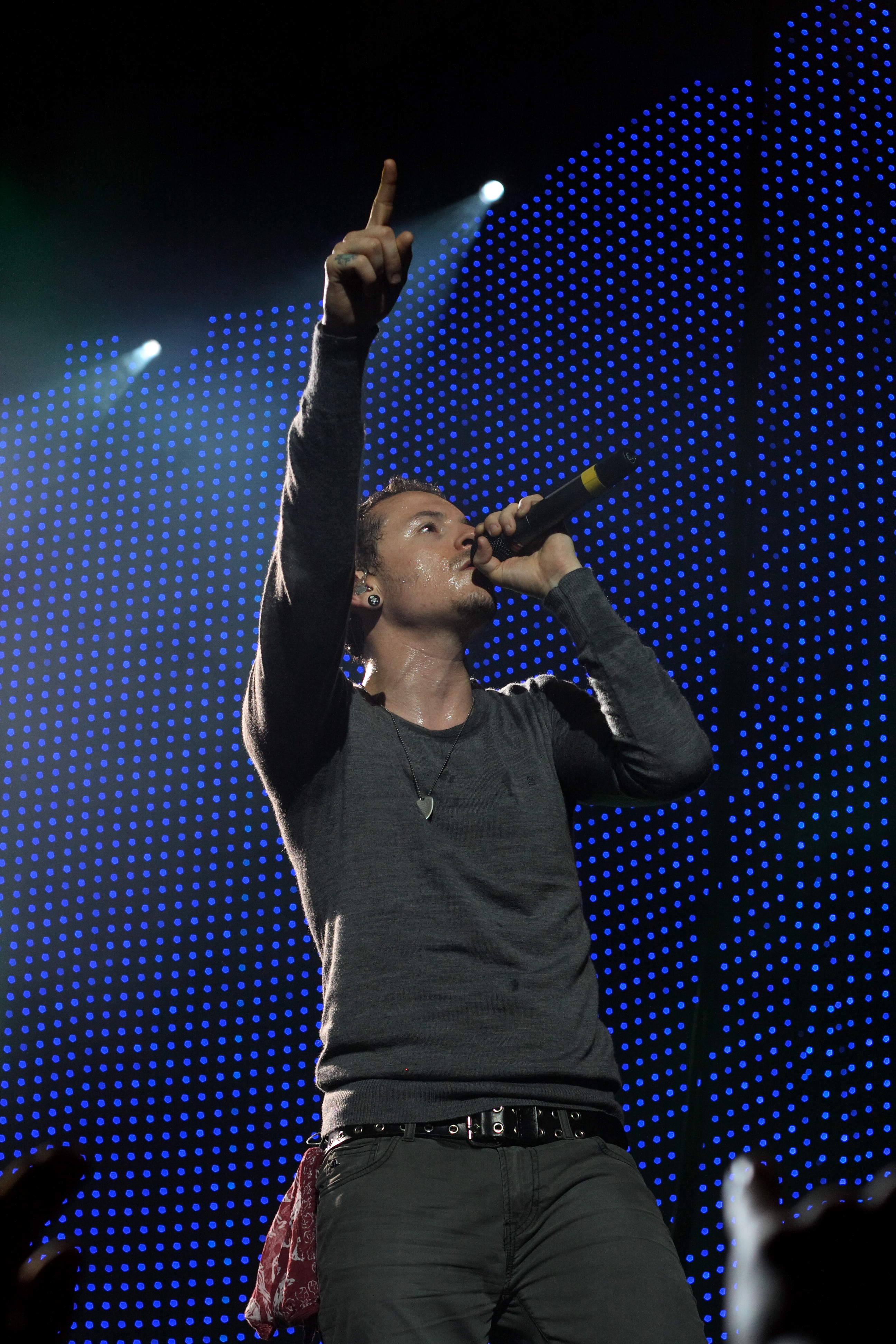
Chester Bennington från Linkin Park på Globen i Stockholm 2007

### Antarktis
- Nunatak

### Australien
- Blue King Brown
- Crowded House
- Eskimo Joe
- Ghostwriters
- Jack Johnson
- John Butler Trio
- Missy Higgins
- Paul Kelly
- Sneaky Sound System
- Toni Collette & the Finish
- Wolfmother

### Brasilien
- Jorge Ben Jor
- Jota Quest
- Lenny Kravitz
- MV Bill
- Macy Gray
- Marcelo D2
- O Rappa
- Pharrell
- Xuxa

### Kina
- 12 Girls Band
- Anthony Wong
- Eason Chan
- Evonne Hsu
- Huang Xiao Ming
- Joey
- Pu Ba Jia
- Sarah Brightman
- Soler
- Wang Chuan Jun
- Wang Rui
- Wang Xia Okun
- Winnie Hsin

### Tyskland
- Chris Cornell
- Enrique Iglesias
- Jan Delay
- Juli
- Katie Melua
- Lotto King Karl
- Mando Diao
- Maria Mena
- Marquess
- Mia.
- Reamonn
- Revolverheld
- Roger Cicero
- Samy Deluxe
- Sasha
- Shakira
- Silbermond
- Snoop Dogg
- Stefan Gwildis
- Yusuf

### Japan
- Al
- Abingdon Boys School
- Al Otsuka
- Ayaka
- Bonnie Pink
- Cocco
- Genki Rockets
- Kumi Koda
- Linkin Park
- Michael Nyman
- Rihanna
- Rip Slyme
- Rize
- UA
- Xzibit
- Yellow Magic Orchestra

### Sydafrika
- Angélique Kidjo
- Baaba Maal
- Danny K
- Joss Stone
- The Parlotones
- The Soweto Gospel Choir
- UB40
- Vusi Mahlasela
- Zola

### Storbritannien
- Beastie Boys
- Black Eyed Peas
- Bloc Party
- Corinne Bailey Rae
- Damien Rice
- David Gray
- Duran Duran
- Foo Fighters
- Genesis
- James Blunt
- John Legend
- Kasabian
- Keane
- Madonna
- Metallica
- Paolo Nutini
- Pussycat Dolls
- Razorlight
- Red Hot Chili Peppers
- Snow Patrol
- Spinal Tap
- Terra Naomi

### USA
- AFI
- Akon
- Alicia Keys
- Bon Jovi
- Dave Matthews Band
- Fall Out Boy
- John Mayer
- KT Tunstall
- Kanye West
- Keith Urban
- Kelly Clarkson
- Kenna
- Ludacris
- Melissa Etheridge
- Metallica
- Roger Waters
- The Smashing Pumpkins
- Taking Back Sunday
- The Police

### Fotnoter
1. ↑  http://www.democraticunderground.com/discuss/duboard.php?az=view_all&address=102x2843691